# Most is ugyanolyan jó
A Most is ugyanolyan jó az Alvin és a mókusok együttes nyolcadik albuma. Extrák: 10 éves jubileumi koncertvideó-részletek (Petőfi csarnok).

## Az album dalai
1. Sok mindent láttam
2. Csak még egyszer
3. Most is ugyanolyan jó
4. Miért hívnak köcsögnek?
5. Hiú ábránd
6. Ugrálnak a halak
7. Vissza a kőkorszakba
8. Kelet-Európai szuperhős
9. Sziámi
10. Dilemma
11. Optimista
12. Öreg vagyok már én ehhez